# Steinplan
Der Steinplan ist ein 1670 m ü. A. hoher Berg im österreichischen Bundesland Steiermark. Er gilt als Hausberg von Knittelfeld und ist mit dem Steinplan Schutzhaus auf seinem Gipfel ein beliebtes Ausflugsziel.

## Lage und Umgebung
Der Steinplan ist etwas von dem hauptsächlich von Südwesten nach Nordosten verlaufenden Höhenzug der Stubalpe bzw. Gleinalpe abgesetzt und ragt nach Nordwesten in das Obere Murtal hinein. Im Süden und Südosten umläuft das Lobmingtal den Berg. Seine West und Nordwestseite ist durch Gräben (u. a. Sulzbachgraben, Geierleitengraben, Möschbauergraben, Rösslergraben) stark zergliedert, die nördliche Begrenzung dieser Abfolge von Gräben und Höhenrücken bildet die Rachau. An der Nordostseite ist der Steinplan mit dem Turneralm genannten Abschnitt der Gleinalpe (s. u.) verbunden. Je nach Betrachtungsweise kann der Steinplan auch als höchster Gipfel der Turneralm gelten.
Die amtliche Landschaftsgliederung der Steiermark nennt eine südliche „Begrenzung [der Gleinalpe] zur Stubalpe entlang der Tiefenlinie Rachaugraben - Stierkreuz - Schrottgraben“ und rechnet damit die Turneralpe samt Steinplan der Stubalpe zu. Diese Abgrenzung wird jedoch als „problematisch“ bezeichnet. Nimmt man alternativ den Gaberlpass als Grenze zwischen Glein- und Stubalpe, dann gilt die Turneralm und mit ihr der Steinplan als Teil der Gleinalpe.
Der Gipfelbereich des Steinplans ist eine wellige, baumumstandene Almfläche. Das Gipfelkreuz befindet sich auf einer felsigen Erhebung direkt oberhalb des Steinplan Schutzhauses.

## Wege & Steinplanschutzhaus
Über den Steinplan führen zwei überregionale Wanderwege. Eine Etappe des Zentralalpenweges führt, vom Gleinalmschutzhaus kommend, in ihrem letzten Abschnitt über den Gipfel des Steinplan und schließlich einen der Rücken an der Westseite des Berges hinab nach Knittelfeld. Eine Etappe der Via Alpina (Violetter Weg) führt vom Gaberl auf den Steinplan-Gipfel, von dort nach Norden in die Rachau und endet dann ebenfalls in Knittelfeld. Die kürzeste lokale Route auf den Steinplan beginnt im südlich gelegenen Lobmingtal bzw. bei den von dort aus auf öffentlichen Straßen erreichbaren Höfen auf halber Höhe des Berges. An der Nordwestseite des Steinplan befindet sich ein Brandwaldsteig genannter Mountainbike-Singletrail.

### Steinplan Schutzhaus
Seit dem frühen 20. Jahrhundert befindet sich knapp unterhalb des Gipfelkreuzes das Steinplan Schutzhaus (seltener: Steinplanhütte). Es wird von Anfang Mai bis Ende November bewirtschaftet und bietet auch Übernachtungsmöglichkeiten (29 Betten im Matratzenlager, 9 in Zimmern). Eigentümer des Hauses sind die Naturfreunde.

Galerie
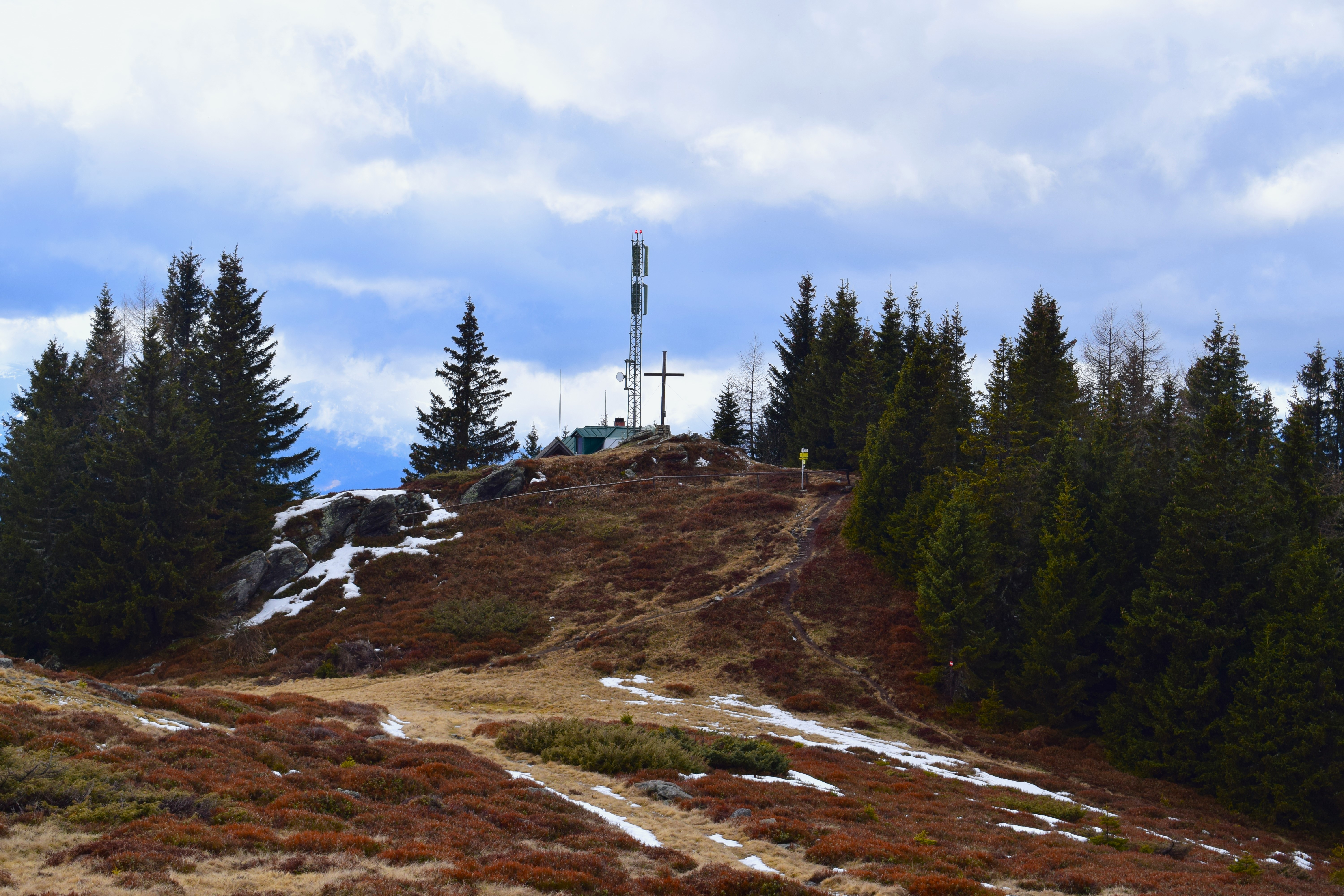
Spätwinter am Gipfel des Steinplans
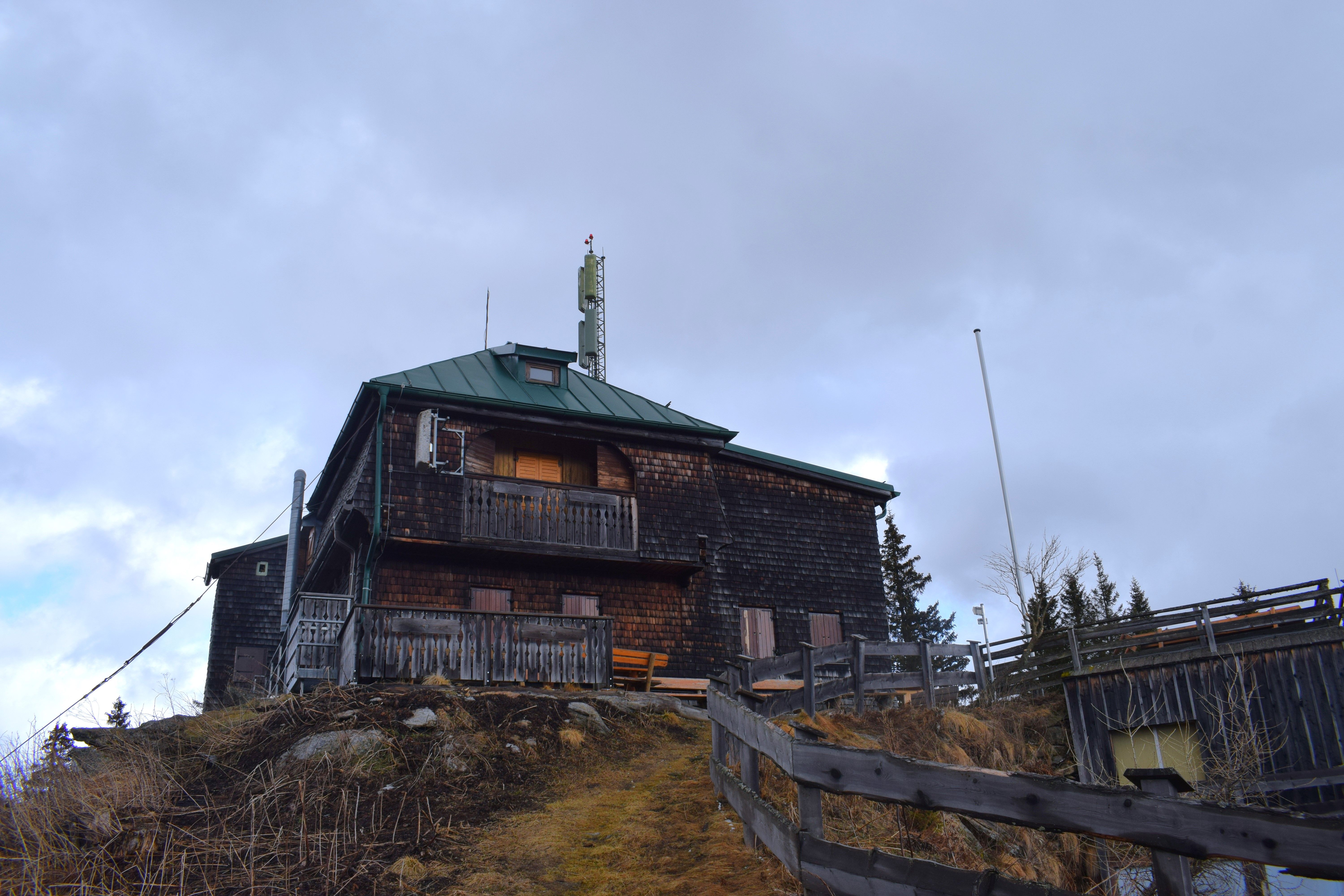
Das Steinplan Schutzhaus vor Saisonbeginn
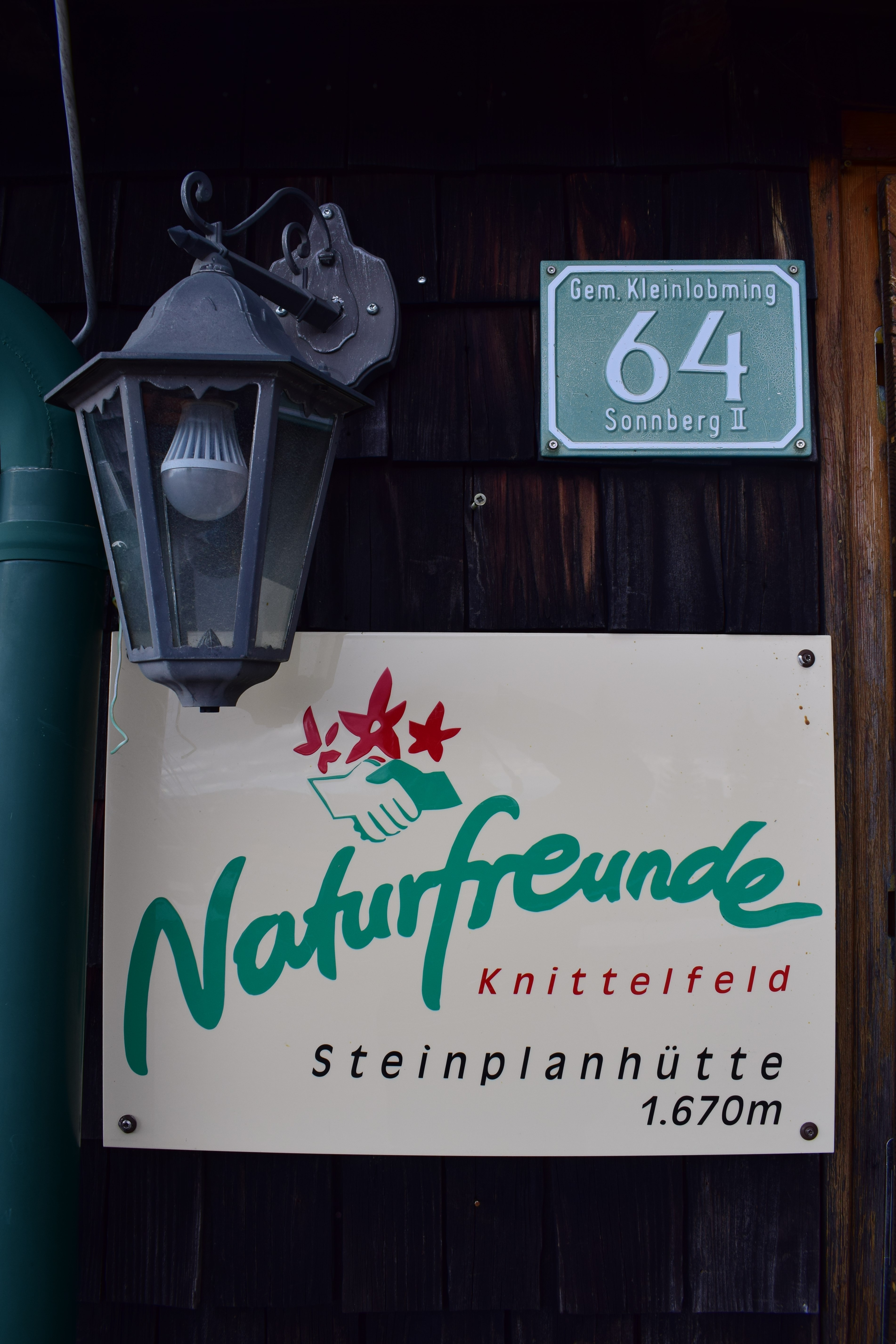
Logo der Naturfreunde am Steinplan Schutzhaus
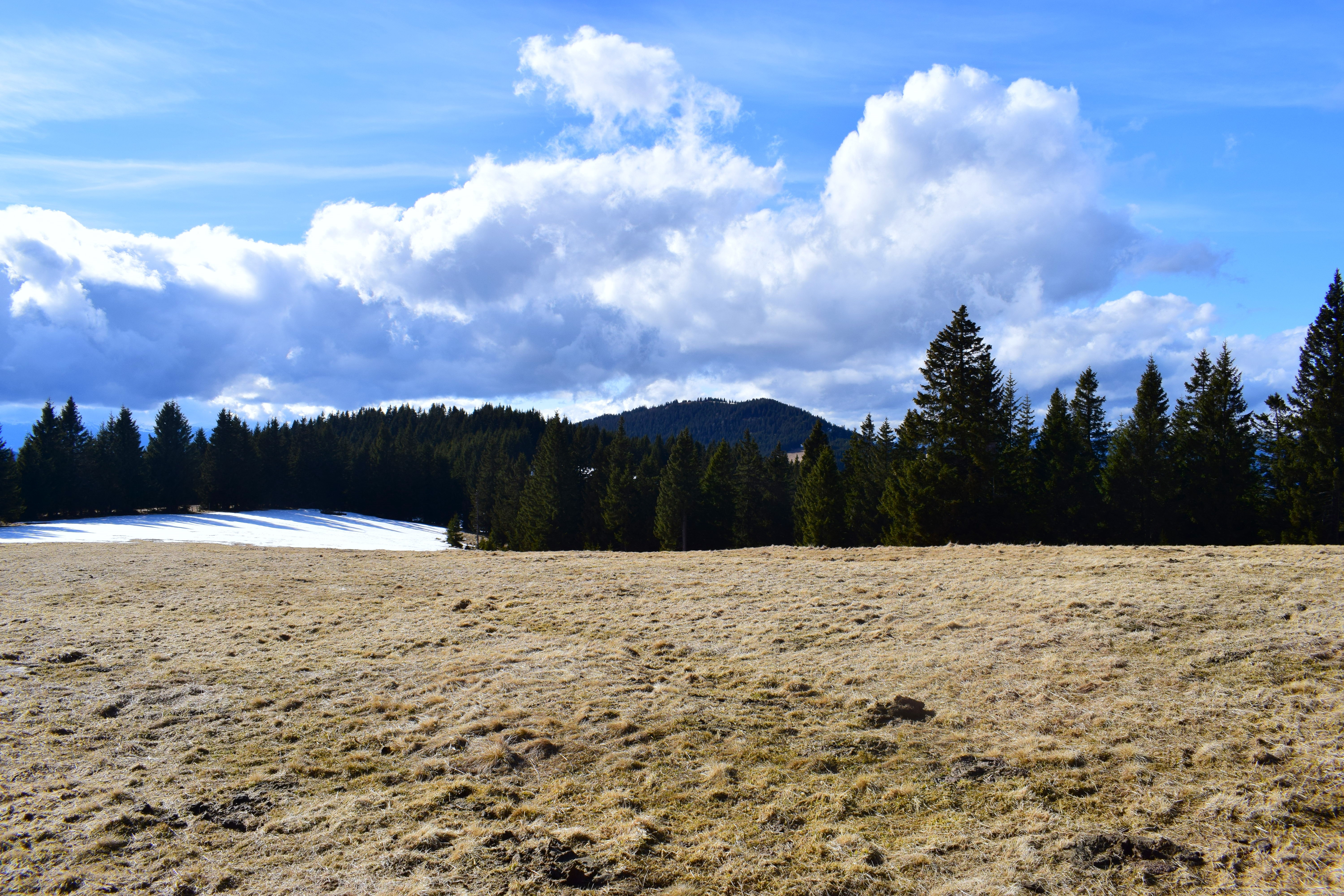
Weide am höchsten Punkt der Turneralm i. e. S., im Hintergrund nordwestlich der Steinplan.
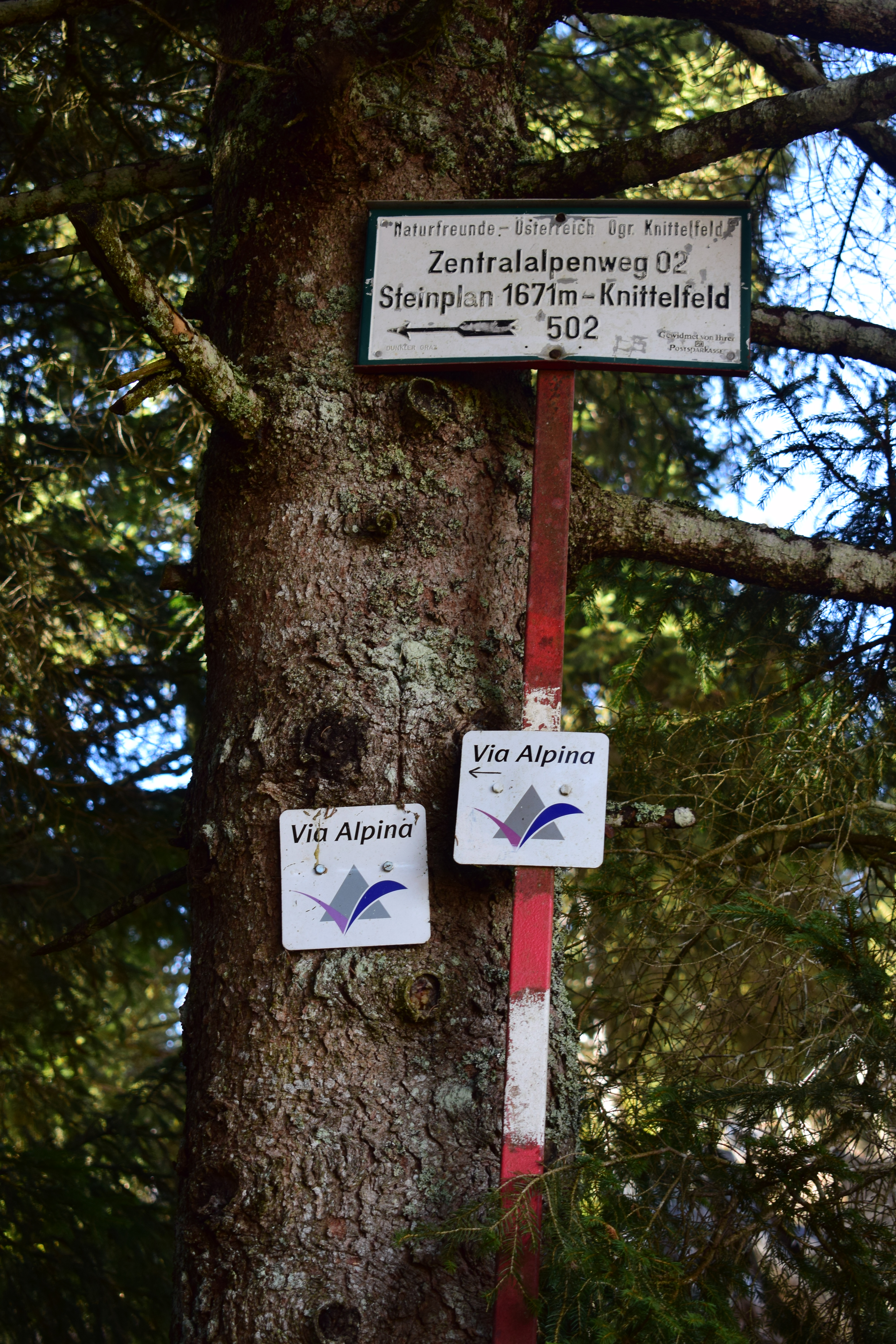
Wegweiser für Zentralalpenweg und Via Alpina am Steinplan